# Napoleón (Ohio)
Napoleón es una ciudad ubicada en el condado de Henry en el estado estadounidense de Ohio. En el Censo de 2010 tenía una población de 8749 habitantes y una densidad poblacional de 512,91 personas por km².

## Geografía
Napoleón se encuentra ubicada en las coordenadas 41°23′52″N 84°7′32″O / 41.39778, -84.12556. Según la Oficina del Censo de los Estados Unidos, Napoleón tiene una superficie total de 17.06 km², de la cual 16.02 km² corresponden a tierra firme y (6.07%) 1.04 km² es agua.

## Demografía
Según el censo de 2010, había 8749 personas residiendo en Napoleón. La densidad de población era de 512,91 hab./km². De los 8749 habitantes, Napoleón estaba compuesto por el 93.74% blancos, el 0.89% eran afroamericanos, el 0.4% eran amerindios, el 0.39% eran asiáticos, el 0% eran isleños del Pacífico, el 2.91% eran de otras razas y el 1.67% pertenecían a dos o más razas. Del total de la población el 7.98% eran hispanos o latinos de cualquier raza.